# Elección al Senado de los Estados Unidos en Kansas de 2022
La elección al Senado de los Estados Unidos en Kansas de 2022 se realizó el 8 de noviembre de 2022. El senador republicano titular Jerry Moran busca la reelección para un tercer mandato y presentó la documentación para hacerlo el 4 de noviembre de 2020. Mark Holland, exalcalde de Kansas City y Michael Soetaert, un exrepublicano, han declarado sus nominaciones para ser el candidato demócrata.

## Primaria republicana

### Candidatos

#### Nominado
- Jerry Moran, senador de los Estados Unidos por Oklahoma (2011-presente).[3][4]

#### Eliminado en primaria
- Joan Farr, candidato independiente en las elecciones al Senado de los Estados Unidos en Oklahoma de 2014 y 2020.[cita requerida]

#### Rechazado
- Mike Pompeo, secretario de Estado de los Estados Unidos (2018-2021), director de la Agencia Central de Inteligencia (2017-2018), y representante de los Estados Unidos por el 4.o distrito congresional de Kansas (2011-2017). (respalda a Moran).[5]

### Resultados
| Candidato | Candidato             | Votos   | %     |
| --------- | --------------------- | ------- | ----- |
|           | Jerry Moran (titular) | 373 395 | 80.5  |
|           | Joan Farr             | 90 197  | 19.5  |
| Total     | Total                 | 463 592 | 100.0 |

## Primaria demócrata

### Candidatos

#### Declarado
- Mike Andra, granjero.[7]
- Paul Buskirk, profesor.[8][9]
- Mark Holland, exalcalde de Kansas City.[10]
- Robert Klingenberg, vendedor y camionero.[7][11]
- Michael Soetaert, excandidato republicano al 1.er distrito congresional de Kansas en 2020.[2]
- Patrick Wiesner, fiscal y candidato al Senado de los Estados Unidos en 2010, 2014 y 2016.[8]

### Resultados
| Candidato | Candidato          | Votos   | %     |
| --------- | ------------------ | ------- | ----- |
|           | Mark Holland       | 96 832  | 38.0  |
|           | Paul Buskirk       | 51 529  | 20.2  |
|           | Patrick Wiesner    | 45 117  | 17.7  |
|           | Mike Andra         | 31 953  | 12.5  |
|           | Robert Klingenberg | 20 435  | 8.0   |
|           | Michael Soetaert   | 9 087   | 3.6   |
| Total     | Total              | 254 953 | 100.0 |

## Convención libertaria

### Candidatos

#### Nominado
- David Graham, fiscal.[12]

## Elección general

### Resultados
| Partido | Partido     | Candidato             | Votos | % |
| ------- | ----------- | --------------------- | ----- | - |
|         | Republicano | Jerry Moran (titular) |       |   |
|         | Demócrata   | Mark Holland          |       |   |
|         | Libertario  | David Graham          |       |   |
| Total   |             |                       |       |   |